# Jimi: All Is by My Side
Jimi: All Is by My Side (conocida en Hispanoamérica como Jimi: todo está a mi lado o Jimi: el comienzo) es una película dramática británica-irlandesa de 2013 sobre Jimi Hendrix, escrita y dirigida por John Ridley. Fue proyectada en el Festival Internacional de Cine de Toronto de 2013 y en el festival de cine South by Southwest y se estrenó en el Reino Unido el 8 de agosto de 2014. La película fue proyectada en el Festival Internacional de Cine de Nueva Zelanda (NZIFF) el 26 de julio de 2014.

## Argumento
Jimi Hendrix, en esa época conocido como Jimmy James, era un guitarrista que habitualmente tocaba en el Cheetah Club en Nueva York. Durante un show, conoció a la entonces novia de Keith Richards, Linda Keith. Los dos se hicieron rápidamente amigos y Linda se esforzó para presentarle a Andrew Loog Oldham, mánager de The Rolling Stones, y al productor Seymour Stein. 
Ninguno de los dos recogió una impresión positiva del encuentro y toda prospectiva de inserción se esfumó. Lejos de perder los ánimos, Linda insistió en presentarlo a Chas Chandler, en la época bajista del grupo The Animals, quien había decidido dar por terminada su estadía en el grupo (tras varios problemas con su mánager) para dedicarse a ser el mánager y productor de Hendrix; este le insiste de que deberían viajar a Inglaterra pera poder estar más cerca de la escena rock y obtener un mayor éxito. Si bien Hendrix se opone en un comienzo, Chandler lo convence diciéndole que una vez que este allí le presentaría a Eric Clapton, por lo cual Hendrix acepta y decide dejar Nueva York para mudarse a Inglaterra, donde comienza a hacerse de una pequeña fama. Durante un pequeño ensayo, Hendrix conoce a Noel Redding, quien tras unas pruebas es seleccionado como bajista (aunque en un comienzo pensó que la prueba era para ser el bajista de The Animals) y, a pesar de la poca paga, acepta participar del proyecto. 
En una de sus primeras presentaciones, Hendrix conoce a Kathy Etchingham, quien comienza a relacionarse con Hendrix, lo que produce su alejamiento de Linda, quien secuestra la guitarra de Hendrix (posteriormente se la regresaría) y se alejaría definitivamente del mundo de Hendrix. Durante un show del grupo Cream, Hendrix y Clapton se conocieron por medio de la amistad entre Chandler y Clapton; este último accedió a tocar con él, sin embargo, previo a tocar Clapton tiene una pelea con Hendrix, dejando a Hendrix tocando solo en el escenario. Por otra parte, mientras buscan un baterista, Hendrix y Redding conocen a John «Mitch» Mitchell, quien es definido como «pirotécnico y agresivo»; a pesar de también haber probado a otro baterista, finalmente Mitchell es elegido. Finalmente eligen por nombre para la banda The Jimi Hendrix Experience.
Luego de parecer que las cosas iban bien durante la grabación de Are You Experienced, Etchingham y Chandler tienen una discusión debido a que esta no permitía comenzar la grabación, en la cual, Hendrix apoyó a Chandler y no defendió a Etchingham, lo que generó un conflicto en la pareja el cual se solucionó rápidamente.
Debido a las grandes repercusiones de Are You Experienced, en 1967 el grupo es invitado a la edición del Monterey Pop Festival celebrado en junio de aquel año. La oportunidad se revela extremadamente favorable para Hendrix: además de la importante repercusión que el evento tendría en todo Estados Unidos, su actuación sería inmortalizada en el documental que devendría tiempo más tarde del festival. La Experience no deja escapar la ocasión y realiza una de las exhibiciones más aclamadas del evento, además de una entre las mejores de sus actuaciones en directo. En 40 minutos de concierto, Hendrix utiliza su Stratocaster en un modo hasta ese momento jamás visto, llegando a hacer mímica de actos sexuales, hacerla sonar con los dientes, por detrás de la espalda, contra el soporte del micrófono y hasta contra su amplificador causando un acople ensordecedor. 
La película finaliza con Hendrix, Redding y Mitchell celebrando tras el show brindado al público.

## Reparto
- André Benjamin como Jimi Hendrix.
- Hayley Atwell como Kathy Etchingham.
- Burn Gorman como Michael Jeffery.
- Imogen Poots como Linda Keith.
- Andrew Buckley como Chas Chandler.
- Ruth Negga como Ida.
- Ashley Charles es Keith Richards.
- Amy De Bhrún como Phoebe.
- Clare-Hope Ashitey como Lithofayne «Faye» Pridgeon.
- Laurence Kinlan como John.
- Sam McGovern como Ted.
- Jade Yourell como Roberta Goldstein.
- Robbie Jarvis como Andrew Loog Oldham.
- Adrian Lester como Michael X.
- Oliver Bennett como Noel Redding.
- Tom Dunlea como Mitch Mitchell.
- Lauterio Zamparelli como Mark Hoffman.
- Danny McColgan como Eric Clapton.

## Producción
La película no incluye canciones escritas por Hendrix, ya que la solicitud de los cineastas para usarlas fue denegada por Experience Hendrix LLC (propietaria de la obra de Hendrix). En cambio, la película es ambientada en Londres en 1966 y 1967 e incluye las canciones que Hendrix interpretó durante esos años, poco antes del lanzamiento de su álbum debut, Are You Experienced. Todas las partes musicales fueron interpretadas por Waddy Wachtel (guitarra), Leland Sklar (bajo), Kenny Aronoff (batería). Wachtel escribió música para la película que suena similar a las canciones tempranas de The Jimi Hendrix Experience.

## Controversia
La película causó polémica ya que varios de los amigos de Hendrix, incluyendo a Kathy Etchingham, han criticado la película como ficticia. Esto incluye escenas que representan a Hendrix golpeando violenta y repetidamente a Etchingham. En entrevistas, Etchingham describió a Hendrix como un hombre apacible, y el tiempo que pasó con él como algunos de los mejores años de su vida.

## Recepción

### Recaudación
Jimi: All Is by My Side recaudó $ 340 911 en Estados Unidos y Canadá y $ 586 163 en otros territorios para un total mundial de $ 927 074.

### Respuesta crítica
Jimi: All Is by My Side recibió una calificación de 67% en Rotten Tomatoes, con una calificación promedio de 6/10 basada en 78 comentarios. El consenso del sitio afirma: «Es desigual—y carece del poder primordial de las grabaciones clásicas de su sujeto—pero Jimi: All Is by My Side ofrece una alternativa bien actuada sobre el mito de Hendrix». En Metacritic, la película tiene una calificación de 66 sobre 100, basada en 27 críticos, lo que indica «críticas generalmente favorables».

## Enlaces enternos
- Jimi: All Is by My Side en Internet Movie Database (en inglés).
- Jimi: All Is by My Side en AllMovie (en inglés).

- Datos: Q14512797